# Серова, Валентина Семёновна

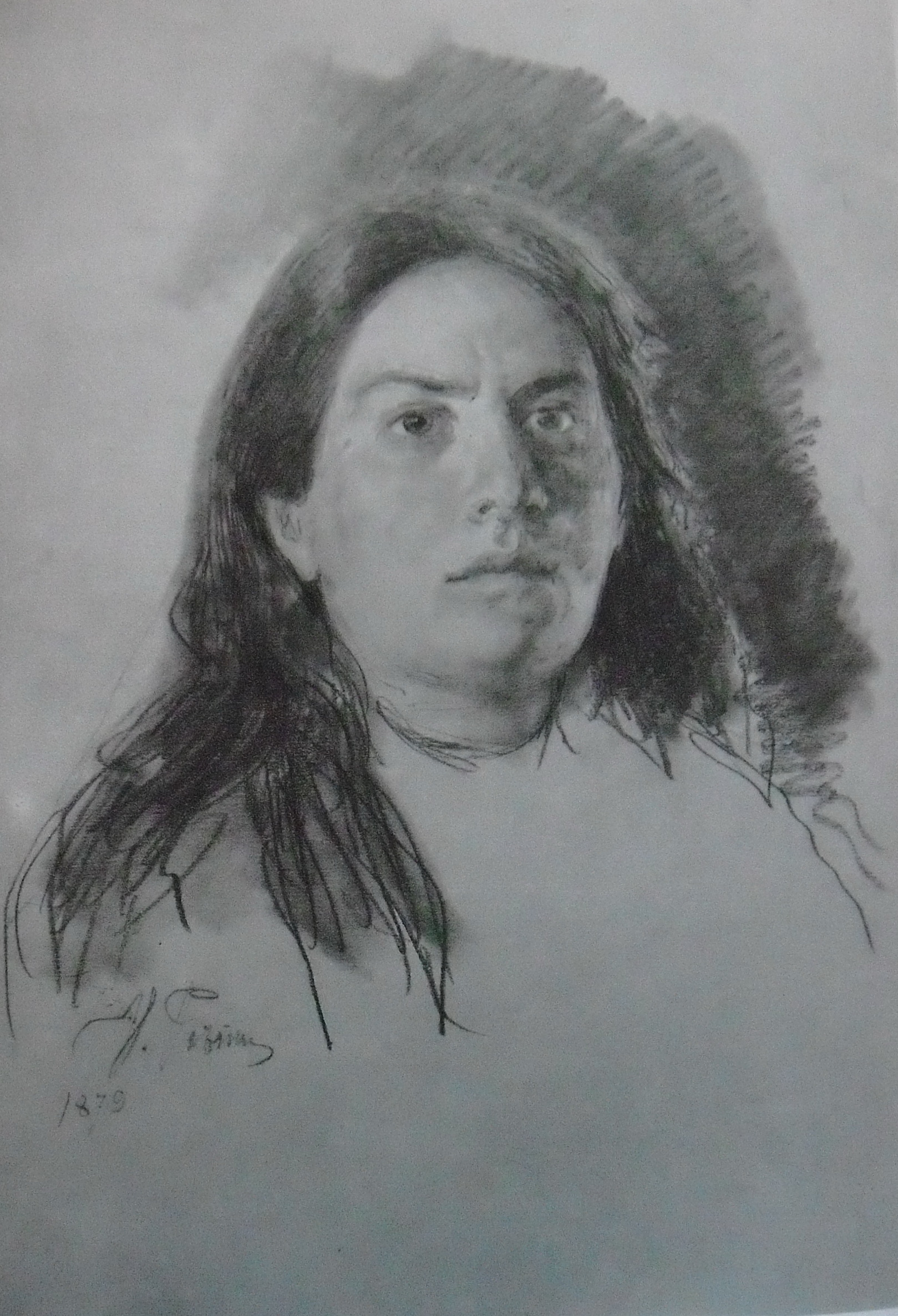
Илья Репин. Валентина Серова в образе царевны Софьи. Этюд к картине Великая княгиня Софья в Новодевичьем монастыре, 1878

Валентина Семёновна Серо́ва (урождённая Бергман; 1846, Москва — 13 июня 1924, Москва) — русский композитор, музыкальный критик, общественный деятель. Первый в России профессиональный композитор-женщина. Супруга композитора и музыкального критика Александра Серова, мать художника Валентина Серова.

## Биография
Родилась в Москве в 1846 году. Её родителям Семёну Яковлевичу Бергману и Августине Карловне Гудзон (родом из Гамбурга) принадлежала в Москве небольшая лавка колониальных товаров.
В 1862 году Русское музыкальное общество направило её учиться в Санкт-Петербургскую консерваторию в качестве своей стипендиатки, — в класс А. Г. Рубинштейна. Стала брать уроки у Александра Серова, за которого в 1863 году вышла замуж (16 ноября 1863 года в дневнике В. Ф. Одоевского появилась запись: «Серов женился на девушке-музыкантше — стипендиатке Музыкального Общества, которая знает все Баховы фуги наизусть», а 11 января 1864 года он написал: «необходимо охранить это гениальное существо от нигилистского болота, в которое она готова попасть») и оставила учёбу.
В 1867 году стала издавать вместе с мужем журнал «Музыка и театр», который просуществовал один год. В России и за границей познакомилась с Тургеневым, Полиной Виардо, Л. Толстым, Р. Вагнером, Ф. Листом, долгие годы поддерживала дружеские отношения с Репиным, М. Антокольским, Шаляпиным, С. И. Мамонтовым.
После смерти мужа от инфаркта в 1871 году Валентина Семёновна совместно с Н. Ф. Соловьёвым завершила его оперу «Вражья сила» (премьера состоялась в 1875); также издала партитуру оперы «Юдифь», собрала и выпустила в свет 4 тома статей мужа о музыке. Отдала много сил музыкальному просвещению, развитию народной культуры; одна из основательниц и почётный член московского Общества содействия устройству общеобразовательных народных развлечений. В связи с её деятельностью в народе, была под негласным надзором полиции.
Сестра — педагог Аделаида Семёновна Симонович, вместе с мужем — педиатром Яковом Мироновичем Симоновичем — стояла у истоков дошкольного образования в России.
Последние два года жизни вследствие перенесенного инсульта была тяжело больна, не вставала с постели. Скончалась 13 июня 1924 года в лечебнице Центросоюза. Была похоронена 18 июня 1924 года на кладбище Донского монастыря. Позднее останки были перенесены на Новодевичье кладбище.

## Творчество

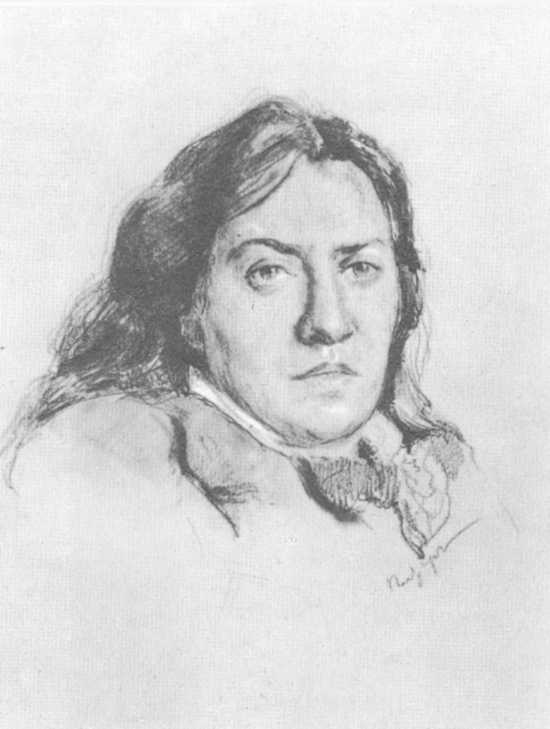
Рисунок В. Серова. 1880 г.

Написала пять опер: «Уриэль Акоста» (по одноимённой драме К. Гуцкова в переводе П. Вейнберга, либретто П. И. Бларамберга; премьера состоялась 15 апреля 1885 года в Москве, в Большом театре, затем показывалась в Киеве и Санкт-Петербурге), «Мария д’Орваль» (собственное либретто; не была поставлена, считается утраченной), «Мироед» (по повести А. Потехина «Хайдевка»), «Илья Муромец» (собственное либретто; поставлена в Москве на частной сцене оперы Саввы Мамонтова в 1899 году с Шаляпиным в главной роли и потерпела фиаско), «Встрепенулись» (собственное либретто).
П. И. Чайковский об опере «Уриэль Акоста» писал Надежде фон Мекк: 

Опера эта — престранное явление в мире искусства. Никак нельзя сказать, чтобы г-жа Серова была вовсе лишена таланта. Я внимательно проиграл оперу, и на каждом шагу встречал хорошо задуманные сцены и отдельные подробности, но <…> она решительно не умеет не только развить вполне мысль, но хотя бы сколько-нибудь сносно изложить её. Никогда ещё я не видел в печати более неуклюжих, безобразных гармоний, такого отсутствия связанности, законченности, такого неизящного и неумелого письма… Г-жа Серова <…> ничему никогда не училась; она даже и грамоты музыкальной не знает. И вот теперь она обратилась ко мне, прося давать ей уроки гармонии, контрапункта, инструментовки и т. д. Я решительно уклонился от этой чести … трудно ожидать, чтобы она исправилась.

Автор ряда статей об оперном искусстве, мемуаров о встречах с Л. Толстым, воспоминаний о муже и сыне:
- Серовы, Александр Николаевич и Валентин Александрович. Воспоминания В. С. Серовой. — СПб.: Шиповник, 1914
- Как рос мой сын: [о В. А. Серове] / [сост. и науч. ред. И. С. Зильберштейн; статьи и коммент. И. С. Зильберштейна и В. А. Самкова]. — Л.: Художник РСФСР, 1968. — 294 с., 36 л. ил.
- Музыка в деревне. — М.: печ. А. И. Снегиревой, 1897. — 14 с.